# ألبرتوصور

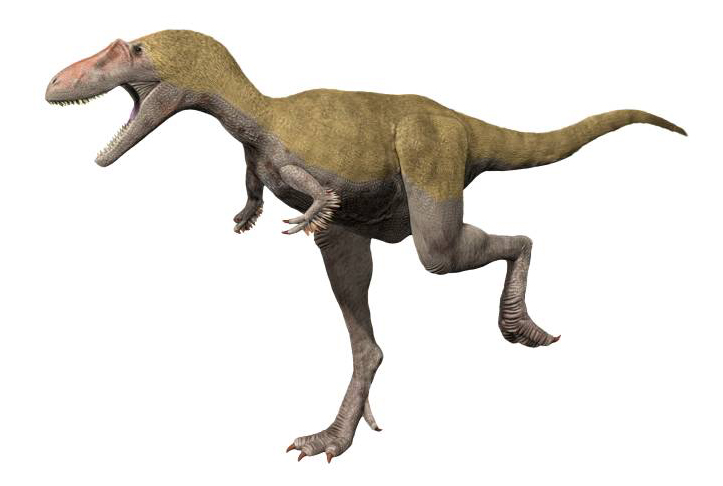
إعادة إنشاء الألبرتوصور

ألبرتوصور (Albertosaurus) (الاسم يعني«سحلية ألبرتا») هو جنس من ديناصورات تيرانوصوريات الثيروبودا عاش في غرب أمريكا الشمالية خلال عصر الطباشيري المتأخر من نحو 70 مليون سنة، النوع النمطي (A. sarcophagus) على ما يبدو كان محصورًا في نطاق هو اليوم مقاطعات وأقاليم كندا في ألبرتا حيث تم أخذ اسم الجنس، العلماء مختلفون حول الصلة بين الأنواع، وبعضهم اعترف بالجورجوصور كنوع ثان.
باعتباره تيرانوصوري، الألبرتوصور كان مفترس ثنائي الحركة مع يدين صغيرتين ذات اصبعين، ورأس ضخم به العشرات من الأسنان الكبيرة والحادة، ربما كان من الممكن أنه كان على قمة السلسلة الغذائية في نظامه البيئي، ورغم أن الألبرتوصور كان ثيروبود كبير جدًا إلا أنه كان أصغر بكثير من القريب الأكبر حجمًا والأكثر شهرة التيرانوصور، طوله كان يتراوح بين تسعة وعشرة أمتار ووزنه ربما كان أقل من 2 طن متري.
منذ أول اكتشاف في 1884 ثم العثور على حفريات أكثر من 30 فردًا، ما يتيح للعلماء معرفة أكثر تفصيلًا عن الألبرتوصور أكثر مما هو متاح لمعظم التيرانوصوريات الأخرى، واكتشاف 26 فرد في موقع واحد يوفر دليل على سلوك المجموعة ويسمح لدراسات تطور الجنين والبيولوجيا السكانية، والتي هي مستحيلة مع الديناصورات ذات المعرفة الأقل.

## الوصف

حجم الألبرتوصور مقارنة بالانسان.

كان الألبرتوصور اصغر من التيرانوصوريات الأخرى، مثل التربوصور والتيرانوصور. كان الطول النموذجي لافراد الألبرتوصور البالغة يصل إلى 9 امتار، ونادرا ما يصل طول بعض الافراد إلى أكثر من 10 امتار. اقترحت بعض التقديرات أن فرد الألبرتوصور البالغ يزن بين 1.3  و 1.7 طن.
كان المظهر الخارجي للألبرتوصور يشبه التيرانوصوريات الأخرى، حيث كان الألبرتوصور ثنائي الحركة (يسير على قائمتين) يوازن الرأس والجذع الثقيل بذيل طويل. وكانت اطرافه الأمامية شديدة القصر نسبة إلى حجم جسده وتحتوي كل منها على اصبعين فقط. اما اطرافه الخلفية كانت طويلة تنتهي بأربعة اصابع، الاصبع الأول (الإبهام) كان قصير ولا يمس الأرض، اما الاصبع الثالث كان أطول الاصابع. وقد كان من استطاعة الألبرتوصور الوصول إلى سرعات مشي تبلغ 14-21 كيلومتر في الساعة. اما الافراد الاصغر سنًا، فسرعات ركض عالية كانت محتملة.
يوجد عينتان لجلد الألبرتوصور كلاهما يظهر وجود الحراشف، كانت العينة الأولى من منطقة البطن تظهر حراشف حبيبية يزداد حجمها تدريجيا ويصبح شكلها سداسي بعض الشيء. وهنالك عينة جلد أخرى من منطقة غير معروفة من الجسم كانت الحراشف فيها صغيرة ألماسية الشكل ومرتبة بشكل صفوف.

### الجمجمة والأسنان

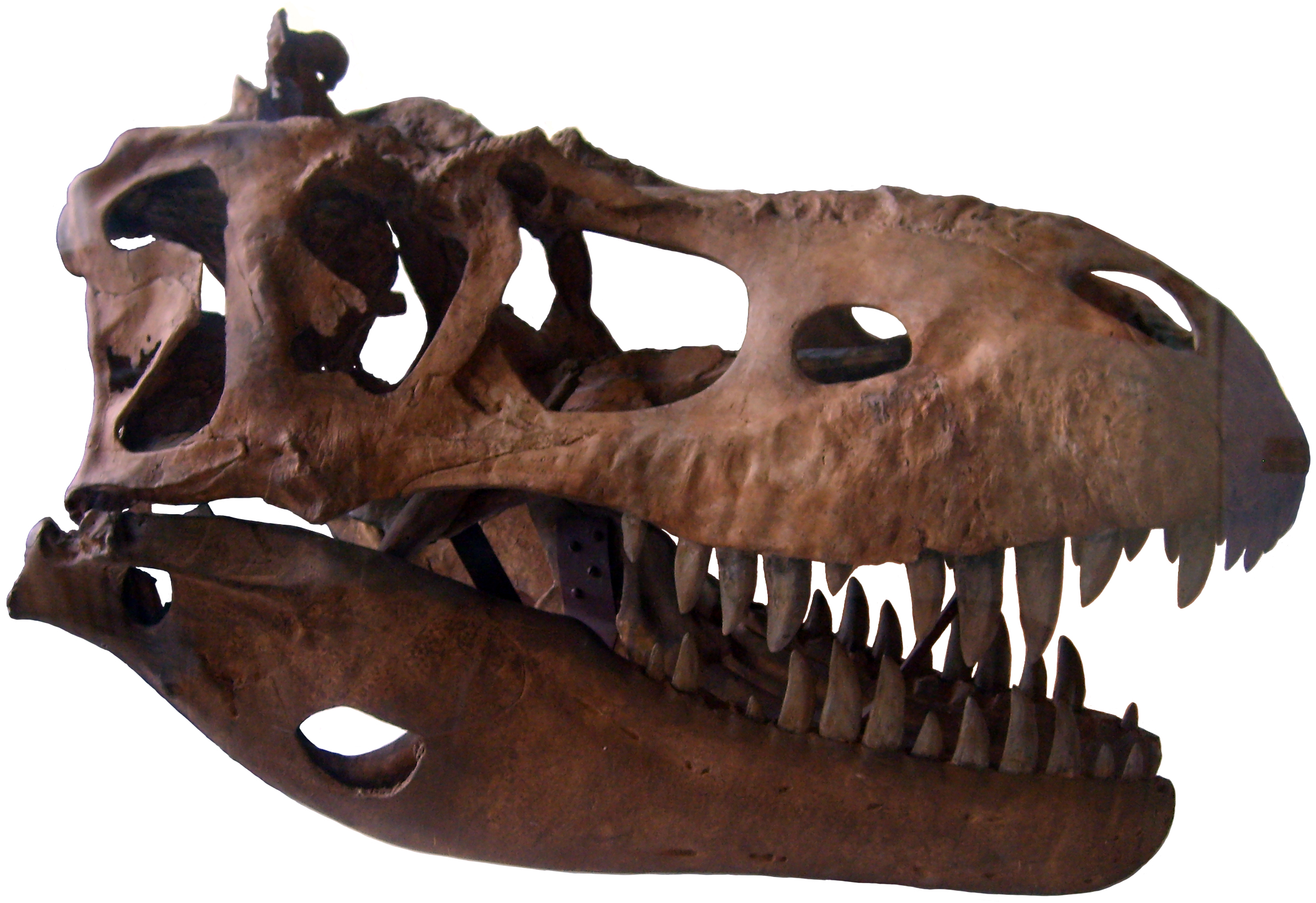
جمجمة الألبرتوصور في متحف الجيولوجية في كوبنهاغن

كانت جمجمة الألبرتوصور الضخمة موضوعة على رقبة قصيرة شكلها يشبه حرف (S)، يصل طول الجمجمة إلى 1 متر عند أكبر الافراد البالغين. تحتوي الجمجمة على فتحات واسعة (فينيسترا) تقلل من وزن الرأس وكذلك توفر مناطق لربط العضلات والأعضاء الحسية. يحتوي فكَّي الألبرتوصور على 58 سنًا على الأقل. بخلاف معظم الثيروپودات، كان الألبرتوصور والتيرانوصوريات الأُخرى متغايرة الأسنان، حيث يتغير شكل السن اعتمادا على موضعهُ في الفم. كانت اسنان قادمة الفك العلوي تقع في طرف الفك العلوي، أربعة أسنان من كل جهة، كانت هذه الأسنان اصغر من البقية، وكانت مرصوصة بشكل متقارب، على شكل حرف (D) في المقطع العرضي. كما في التيرانوصور، كانت أسنان الفك العلوي (الخد) متكيفة لمقاومة الجهد الجانبي الذي قد تحدثهُ الفريسة اثناء محاولتها الهرب. قوة عضّة الألبرتوصور لم تكن هائلة، مع ذلك فأن اقصى قوة عضّة باستعمال الأسنان الخلفية تصل إلى 3,413 ن. يوجد فوق العينين قمم عظمية صغيرة قد تكون ملونة وتُستعمل للمغازلة.
في عام 2001 لاحظ وليام أبلير وجود شقوق بين التسنين في اسنان الألبرتوصور تنتهي هذه الشقوق بفراغ دائري يسمى (ampulla). كانت اسنان التيرانوصوريات تستعمل لأنتزاع اللحم من جسم الفريسة، وعندما يحاول التيرانوصور قضم وسحب قطعة من اللحم ستؤدي قوى الشد إلى انتشارهذه الشقوق خلال السن، ولكن وجود الفراغ (ampulla) يعمل على توزيع هذه القوى على مساحة سطحية أكبر، مما يقلل من خطر اصابة السن بالضرر بسبب قوة الشد. يوجد ما يناظر هذه الشقوق والفراغات في الهندسة البشرية، كما في صناعة الإيتار، وايضا في حماية سطوح الطائرات حيث يستعمل المثقب لصنع ما يشابه الفراغ (ampulla) لمنع الشقوق من الأنتشار في المادة. بخلاف التيرانوصوريات لايوجد مثل هذه التكيفات التي تمنع من انتشار الشقوق خلال السن في المفترسات الأقدم، مثل الفايتوصور (phytosaur) والديميترودون(Dimetrodon).

## التسمية والاكتشاف

### التسمية

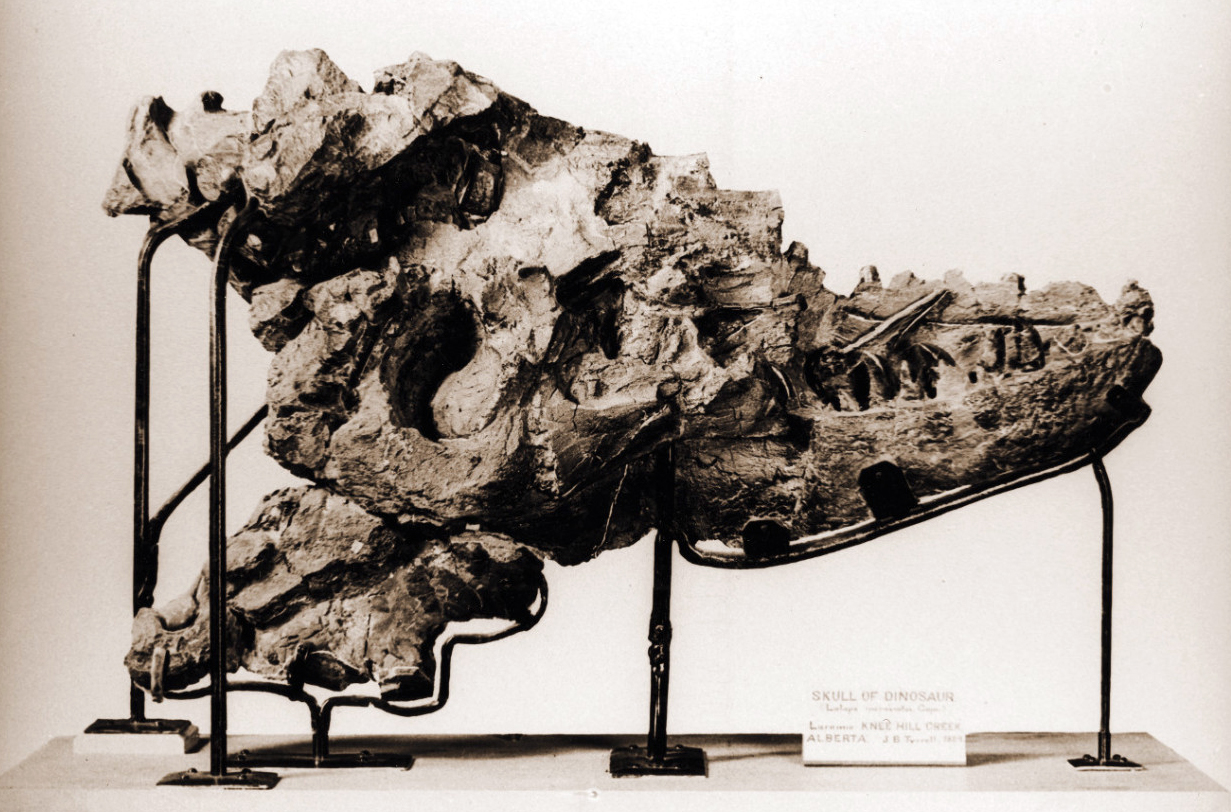
العينة النمطية

قام هنري فارفيلد اوزبورن بتسمية الألبرتوصور في ملاحظة من صفحة واحدة في نهاية وصفه للتيرانوصور عام 1905. كان الأسم تكريمًا لألبرتا، المقاطعة الكندية التي تأسست في نفس السنة التي وجد فيها أول بقايا للألبرتوصور. يتضمن الأسم العلمي المصطلح الاغريقي σαυρος (صورس)، تعني«سحلية» وهي لاحقة شائعة في أسماء الديناصورات. النوع النمطي هو ألبيرتوصورس ساركوفاغس؛ الاسم المحدد مشتق من الكلمة الاغريقية القديمة σαρκοφάγος (ساركوفاغس) تعني«آكل اللحم», ونفس الكلمة أيضا تعني التابوت الحجري. إلى الآن تم اكتشاف أكثر من 30 عينة من جميع الاعمار للألبرتوصور.